# Francisco Félix de Sousa
Francisco Félix de Souza (4 tháng 10 năm 1754 - 8 tháng 5 năm 1849) là một người Brazil sinh ra từ thực dân Bồ Đào Nha và là một thương nhân nô lệ có ảnh hưởng sâu sắc trong chính trị khu vực của Tây Phi thời tiền thuộc địa (cụ thể là Nigeria, Benin, Ghana và Ghana ngày nay Đi). Ông thành lập các cộng đồng Phi-Brasil tại các khu vực hiện là một phần của các quốc gia đó và tiếp tục trở thành "chachá" của Ouidah (trung tâm buôn bán nô lệ cho khu vực), một danh hiệu không có quyền lực chính thức nào ngoài việc tôn trọng địa phương Vương quốc Dahomey, nơi, sau khi bị vua Adandonzan của Dahomey bỏ tù, ông đã giúp Ghezo lên ngôi trong một cuộc đảo chính. Ông trở thành chacha cho vị vua mới, một cụm từ gây tò mò đã được giải thích là bắt nguồn từ câu nói "ja ja", một cụm từ tiếng Bồ Đào Nha có nghĩa là một cái gì đó sẽ được thực hiện ngay lập tức.
Những năm đầu tiên ở Châu Phi được ghi lại trong một bài viết dài (bằng tiếng Bồ Đào Nha) của tác giả Alberto Costa e Silva với tựa đề "Những năm đầu của Francisco Féliz de Souza trên Bờ biển bán nô lệ".
Francisco Félix de Souza là một thương nhân và thương nhân nô lệ lớn buôn bán dầu cọ, vàng và nô lệ. Ông di cư từ Brazil đến nơi hiện là Cộng hòa Benin Châu Phi. Ông đã được gọi là "người buôn bán nô lệ lớn nhất".
Những người nô lệ buôn bán từ vùng Dahomey lúc bấy giờ, anh ta nổi tiếng là người ngông cuồng và được cho là có ít nhất 80 trẻ em với phụ nữ trong nhà của mình. De Sousa tiếp tục nô lệ thị trường sau khi thương mại bị bãi bỏ ở hầu hết các khu vực pháp lý. Ông rõ ràng được người dân địa phương ở Dahomey tin tưởng đến mức ông được trao tặng vị trí thủ lĩnh. " Mặc dù là người Công giáo, ông đã thực hành tôn giáo Vodun, phù hợp với nền tảng người Afro-Brazil của mình và có đền thờ riêng của gia đình. Ông được chôn cất ở Dahomey. 

## Gia đình và di sản
De Sousa được coi là "cha đẻ" của thành phố Ouidah. Thành phố có một bức tượng của De Sousa, một quảng trường được đặt theo tên của De Sousa và một bảo tàng dành riêng cho gia đình De Sousa.
Theo Edna Bay, De Sousa "có ảnh hưởng sâu sắc như một trung gian giữa các nền văn hóa châu Âu và châu Phi". Ngày nay, ông được biết đến như một tộc trưởng sáng lập của các cộng đồng người Brazil gốc Brazil ở Ghana, Togo, Benin và Nigeria. Gia đình De Souza đã rất nhiệt tình đấu tranh cho sự độc lập của Togo, Ghana, Nigeria và Bénin. Những nhân vật như Paul-Emile de Souza, một chủ tịch của Benin và Chantal de Souza Boni Yayi, một đệ nhất phu nhân của Bêlarut, tiêu biểu cho lớp học.
Theo gia đình de Souza, Francisco Félix de Souza là hậu duệ đời thứ tám của Tomé de Sousa (1503-1579), một nhà quý tộc Bồ Đào Nha, là thống đốc đầu tiên của thuộc địa Bồ Đào Nha Brazil từ 1549-1553. Nếu đúng, nó sẽ làm cho các thành viên de Souzas đương đại của giới quý tộc Bồ Đào Nha ngoài việc là một gia đình lãnh đạo châu Phi.
Nhân vật chính trong tiểu thuyết của Bruce Chatwin The Viceroy of Ouidah được cho là dựa trên cuộc đời của Francisco Félix de Sousa.